# NGC 7762
NGC 7762 este o galaxie situată în constelația Cefeu. A fost descoperită în 23 noiembrie 1788 de către William Herschel.